# 2010-es Amstel Gold Race
A 2010-es Amstel Gold Race a 45. volt 1966 óta. 2010. április 18-án rendezték meg. A 2010-es UCI-világranglista egyik versenye. A belga Philippe Gilbert nyerte meg. Második a kanadai Ryder Hesjedal, harmadik az olasz Enrico Gasparotto lett.

## Végeredmény
|    | Versenyző               | Csapat              | Idő                 |
| -- | ----------------------- | ------------------- | ------------------- |
| 1  | Philippe Gilbert (BEL)  | Omega Pharma–Lotto  | 6:22:54             |
| 2  | Ryder Hesjedal (CAN)    | Garmin–Transitions  | 6:22:56 (+00:00:02) |
| 3  | Enrico Gasparotto (ITA) | Astana              | 6:22:56 (+00:00:02) |
| 4  | Bert De Waele (DEN)     | Landbouwkrediet     | 6:22:59 (+00:00:05) |
| 5  | Roman Kreuziger (CZE)   | Liquigas-Doimo      | 6:22:59 (+00:00:05) |
| 6  | Damiano Cunego (ITA)    | Lampre-Farnese Vini | 6:22:59 (+00:00:05) |
| 7  | Fränk Schleck (LUX)     | Team Saxo Bank      | 6:23:01 (+00:00:07) |
| 8  | Marco Marcato (ITA)     | Vacansoleil         | 6:23:03 (+00:00:09) |
| 9  | Karsten Kroon (NED)     | BMC Racing Team     | 6:23:05 (+00:00:11) |
| 10 | Chris Horner (USA)      | Team RadioShack     | 6:23:05 (+00:00:11) |

## Külső hivatkozások
- Hivatalos honlap